# Filmhuis Klappei
Filmhuis Klappei is een filmhuis in Antwerpen. De huidige werking is actief sinds 2005 en is gevestigd in het voormalige politiebureau aan de Klappeistraat 2.

## Geschiedenis
Het Filmhuis fungeerde in een vorig leven als politiekantoor van de vijfde wijk. Het terrein werd in 1875 aangekocht en werd het nieuwe kantoor ter vervanging van het kantoor in de Lange Beeldekensstraat. Het gebouw werd nog in hetzelfde jaar opgeleverd en grondig verbouwd in 1916. Die datum staat ook te lezen op de gevel in Vlaamse neo-renaissancestijl
Het gebouw bevindt zich in de toestand van toen, inclusief binnenkoer met koepel. Ook de originele cellen, met deuren met kijkluikje en tralies voor de ramen zijn nog enigszins bewaard. Begin jaren zeventig trok de politie er weg en deed het dienst als opslagplaats. In 1987 kwam het Centrum voor Filmcultuur vzw (Filmhuis Klappei) erin, dat voortkomt uit de Socialistische Federatie van Filmclubs, die al in de jaren 50 actief was. Het is nog steeds stadseigendom, beheerd door Vespa. Met vrijwilligers en de steun van Stad Antwerpen wordt het ganse gebouw in goede staat gehouden en wordt stapsgewijze de hele ruimte bruikbaar gemaakt voor de activiteiten van het Filmhuis Klappei.

## Organisatie
Filmhuis Klappei legt de nadruk vooral op kinderfilms, documentaires en sociale films. Vaste programma-onderdelen zijn onder andere Klappei Kids (kinderfilm op woensdagnamiddag), FilmFans, Made in Italy, Oor Om Oog (keuze van de artiest) en HotDoc (documentaire). De zaal telt vijftig zitjes. Het Filmhuis kan ook afgehuurd worden voor openbare of privé-vertoningen.